# Всегда (песня)
«Всегда» (англ. Always) — популярная песня, написанная Ирвингом Берлином в 1925 году в качестве свадебного подарка невесте Эллин Маккей, на которой он женился в 1926 году и которой передал внушительный доход с использования песни.
Согласно легенде (которую повторяет Граучо Маркс), Берлин написал песню «Always» для кинокомедии The Cocoanuts (1929). В действительности песню никогда не предполагалось использовать в фильме, и она в нём не звучит.
Песня перешла в общественное достояние 1 января 2021 года.
Песня — важный сюжетный элемент пьесы Ноэля Кауарда «Блаженный дух» (англ. Blithe Spirit).

## Текст песни
Everything went wrong,

And the whole day long

I'd feel so blue.

For the longest while

I'd forget to smile,

Then I met you.

Now that my blue days have passed,

Now that I've found you at last -

I'll be loving you Always

With a love that's true Always.

When the things you've planned

Need a helping hand,

I will understand Always.

Always.

Days may not be fair Always,

That's when I'll be there Always.

Not for just an hour,

Not for just a day,

Not for just a year,

But Always.

I'll be loving you, oh Always

With a love that's true Always.

When the things you've planned

Need a helping hand,

I will understand Always.

Always.

Days may not be fair Always,

That's when I'll be there Always.

Not for just an hour,

Not for just a day,

Not for just a year,

But Always.

Not for just an hour,

Not for just a day,

Not for just a year,

But Always.